# Aniridie
Aniridie is een oogafwijking waarbij de iris gedeeltelijk of geheel ontbreekt. 
Aniridie is een ziektebeeld van de iris, ook wel het regenboogvlies genoemd. Dit is het gekleurde vlies in het oog. De iris zorgt er onder andere voor dat de pupil bij vergroting of verkleining meer of minder licht door laat in het oog.
Aniridie bestaat uit verschillende vormen, zoals totale aniridie, hierbij heeft men helemaal geen iris/regenboogvlies. Er bestaat ook nog een zogenaamde halve maan-iris, dit is een halve iris of een iris met gaatjes of sleuven.
De visusbeperking met betrekking tot aniridie wordt vaak veroorzaakt door ernstige bijverschijnselen, zoals glaucoom (oogdrukverhoging), cataract (troebeling van de ooglens) en nystagmus (onwillekeurige bewegingen van de oogbol). Bovendien zijn aniridiepatiënten ernstig lichtgevoelig.
Over aniridie en haar vaak voortvloeiende complicaties is nog lang niet alles bekend, vooral niet over het verloop, de ervaringen ermee en eventueel samenhangende lichamelijke klachten.
Aniridie is een zeldzaam voorkomende aandoening. Er zijn over de hele wereld ongeveer 1362 patiënten geregistreerd. 
Zie ook: Aniridie.nl